# Жудіна Валентина Олександрівна
Валенти́на Олекса́ндрівна Жу́діна (Горпинич) (нар. 12 березня 1983, Житомир) — українська легкоатлетка, рекордсменка України, олімпійка, майстер спорту України міжнародного класу.

## З життєпису
Займатися легкою атлетикою почала 1996 року, від 2002-го проходила підготовку під керівництвом заслуженого тренера України Миколи Колодєєва. Закінчила Миколаївське вище училище фізичної культури; 2005-го — Південноукраїнський державний педагогічний університет імені К. Д. Ушинського. Виступала від спортивного товариства «Україна» (Одеса).
Бронзова призерка Чемпіонату України з легкої атлетики-2002.
Переможниця Чемпіонату України з легкої атлетики 2003 і 2005 років.
Срібна призерка Чемпіонату України з легкої атлетики-2006.
На Всеукраїнських літніх спортивних іграх-2007 здобула срібну нагороду. Срібна призерка Літньої Універсіади-2007.
Учасниця Чемпіонату світу з легкої атлетики-2013.
Змагалася на літніх Олімпійських іграх 2008 та літніх Олімпійських іграх 2012 року.
У шлюбі з легкоатлетом Максимом Жудіним виховують доньку Дарину.